# Trhová Hradská
Trhová Hradská est un village de Slovaquie situé dans la région de Trnava.

## Histoire
Première mention écrite du village en 1245.

## Démographie

### Évolution de la population
| Année:               | 1994. | 2004.   | 2014.   | 2024.   |
| -------------------- | ----- | ------- | ------- | ------- |
| Nombre de personnes: | 2060  | 2176    | 2155    | 2160    |
| Différence:          |       | +5,63 % | -0,96 % | +0,23 % |

| Année:               | 2023. | 2024.   |
| -------------------- | ----- | ------- |
| Nombre de personnes: | 2181  | 2160    |
| Différence:          |       | -0,96 % |